# Camuri
Camuri (en llatí: Camurius) fou un soldat ras de la Legió XV Primigenia que va ser el que va perpetrar l'assassinat de l'emperador Galba, segons que diuen Tàcit i Plutarc.